# Pagu
Patrícia Rehder Galvão, més coneguda pel pseudònim de Pagu (Sâo Joâo da Boa Vista, São Paulo, 9 de juny de 1910-Santos, 12 de desembre de 1962), fou una escriptora, activista i periodista brasilera. Participà en el moviment modernista brasiler, iniciat al 1922.
Militant comunista, fou la primera dona presa al Brasil per motius polítics.

## Biografia

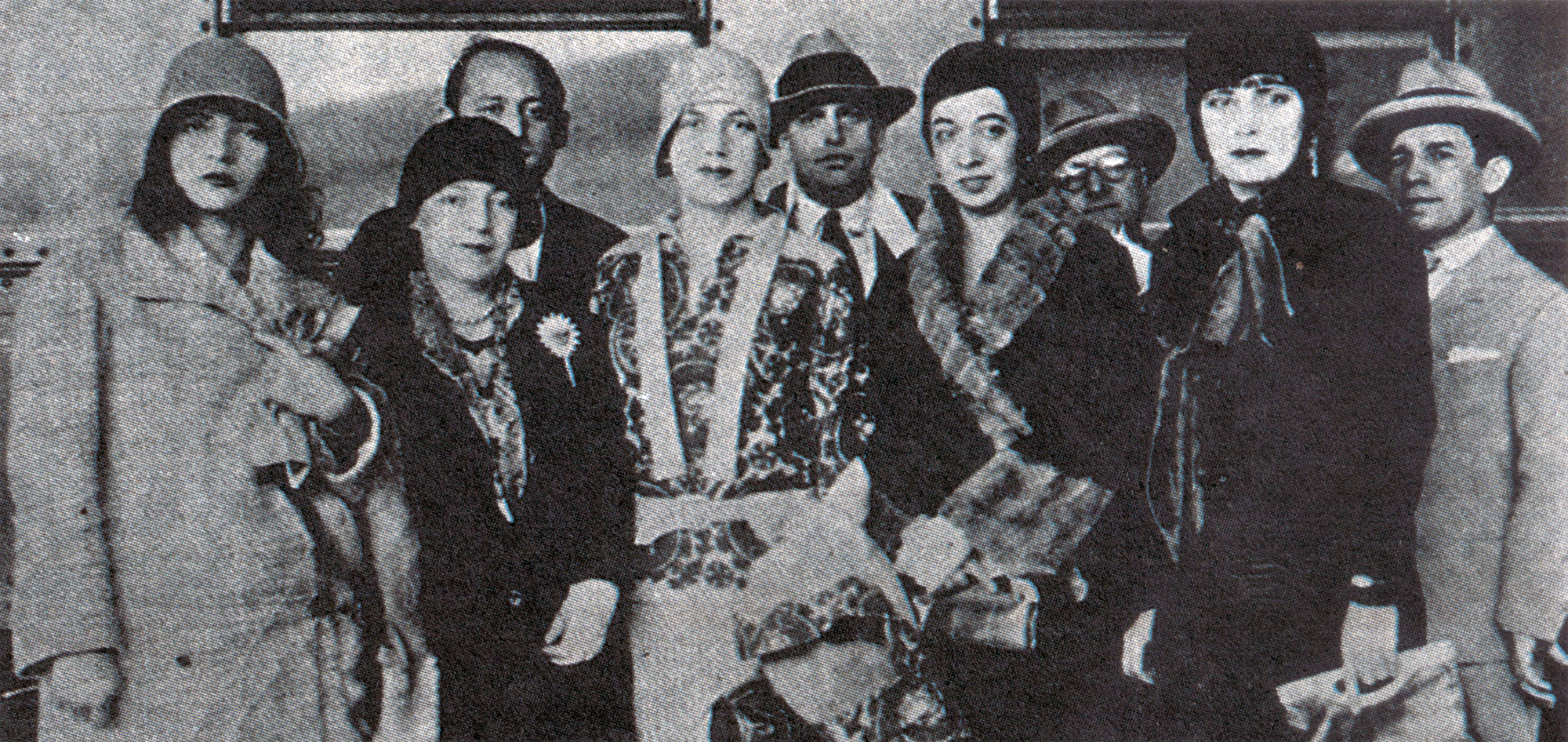
D'esq. a dr.: Pagu, Elsie Lessa, Tarsila do Amaral, Anita Malfatti, Eugênia Álvaro Moreyra

Abans d'adoptar el pseudònim de Pagu, apel·latiu que li donà el poeta Raul Bopp, Zazá, com era coneguda en família, ja era una dona avançada per als patrons morals, ètics, i estètics de l'època, ja que feia algunes «extravagàncies» com fumar en públic, usar bruses transparents, tallar-se arran els cabells, i dir paraulotes. No li importava què pensaven d'ella, tenia molts nuvis; i causava controvèrsies en la societat. Aquest comportament era nou, gens compatible amb el seu origen familiar, ja que provenia d'una família tradicional molt conservadora.
Al 1928, amb 18 anys, completà els estudis a l'Escola Normal de la Capital, de São Paulo, i s'integrà al Moviment Antropofàgic, d'encuny modernista, sota la influència d'Oswald d'Andrade i Tarsila do Amaral. Va ser després considerada la musa del moviment.
Al 1930, ocorre un escàndol per la societat conservadora de llavors: Oswald se separa de Tarsila, i es casa amb Pagu. En aquest mateix any, naix Rudá de Andrade, segon fill d'Oswald i primer de Pagu. Els dos es feren militants del Partit Comunista Brasiler.
En participar activament en l'organització i execució d'una vaga d'estibadors a Santos, Pagu és presa per la policia política de Getúlio Vargas. Aquesta fou la primera d'una sèrie de 23 detencions, al llarg de la seua vida. Després, al 1933, va fer un viatge pel món, deixant al Brasil el seu marit i fill. Aquest mateix any, publica la novel·la Parc industrial, sota el pseudònim de Mara Lobo.
Al 1935, és detinguda a París, acusada de comunista estrangera i, amb identitat falsa, serà repatriada al Brasil. Se separa definitivament d'Oswald. Ella reprén l'activitat periodística, però fou novament capturada i torturada per les forces de la dictadura, i romangué a la presó cinc anys. En aquests durs anys, el seu fill fou criat per Oswald.
Al 1940, a l'eixida de la presó, trenca amb el Partit Comunista, i passa a defensar un socialisme d'acord amb la línia ideològica trotskista. Entra en la redacció de Vanguarda socialista juntament amb el seu marit Geraldo Ferraz, el crític d'art Mário Pedrosa, Hilcar Leite i Edmundo Moniz.
Casada amb Geraldo Ferraz, naix el seu segon fill, Geraldo Galvão Ferraz, el 18 de juny de 1941. I viuen junts els dos mig germans i el seu marit; mentre Oswald els visita assíduament, i es relacionen com amics.
En aquesta mateixa època viatja a la Xina, obté les primeres llavors de soia, que introduí al Brasil.
Al 1952, freqüenta l'Escola d'art dramàtic de São Paulo, i duu els seus espectacles a la ciutat de Santos. Lligada al teatre d'avantguarda, presenta la seua traducció d'A cantora careca, de Ionesco, traduïda i dirigida per Fando i Liz de Raval, en un muntatge on s'estrena el jove artista Plínio Marcos.
Fou una gran animadora cultural, a Santos, on residí amb el seu marit i els dos fills. Es dedicà especialment al teatre, sobretot en el foment de grups d'afeccionats. Al 1945, publica una nova novel·la A famosa revista, escrita en coautoria amb el seu marit Geraldo Ferraz. Tractà, sense èxit, d'ocupar una vacant de diputada estatal en les eleccions del 1950.
Continuà treballant com a crítica d'art quan caigué víctima d'un càncer. Viatja a París, per ser sotmesa a una cirurgia, però sense resultats positius. Molt decebuda i desesperada per aquesta malaltia, Patrícia intenta suïcidar-se. Sobre aquest episodi, escrigué el pamflet Verdade i liberdade. Torna al Brasil, on moriria el 12 de desembre de 1962, a conseqüència de la malaltia, amb l'enorme tristesa del seu espòs i fills.
El 2004, una bibliotecària, Selma Morgana Sarti, a Santos, trobà una gran quantitat de fotografies i documents de l'escriptora, i també del periodista Geraldo Ferraz, el seu darrer company. En l'actualitat, formen part de l'arxiu bibliogràfic de la UNICAMP.
Una altra de les seues facetes artístiques era el disseny i la il·lustració. Participà en la Revista de Antropofagia, publicada entre 1928 i 1929, entre d'altres. Es publicà el llibre Caderno de croquis de Pagu, amb una miscelània de treballs de l'artista, així com una exposició d'alguns dels seus dibuixos a la Galeria Hermitage.

## Literatura

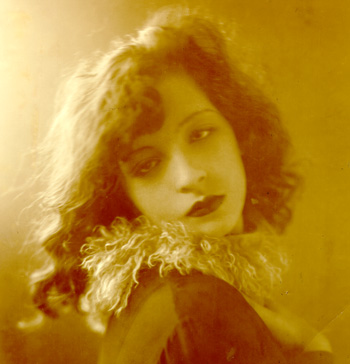
Patrícia en la dècada de 1930

Pagu publicà les novel·les Parc industrial (1933), amb el pseudònim de Mara Lobo, considerada la primera novel·la proletària brasilera, i A famosa revista (Americ-Edit, 1945), en col·laboració amb Geraldo Ferraz.
Escrigué també contes policíacs, amb el pseudònim de King Shelter, publicats en la revista Detective, dirigida pel dramaturg Nelson Rodrigues, i després reunits en Safra macabra (Livraria José Olympio Editora, 1998).
En els seus treballs amb grups teatrals, introduí i traduí grans autors fins llavors inèdits al Brasil com James Joyce, Eugène Ionesco, Arrabal, Octavio Paz…

## Honors

### Representacions en la cultura
La seua literatura ha estat objecte d'estudis i dissertacions de tesis de màsters i de doctorat. En el llibre A «moscouzinha» brasileira: cenários e personagens do cotidiano operário de Santos (1930- 1954), 2007, es retrata un conflicte a Santos, al 1931, en què participà Patrícia Galvão.
Al 1988, la vida de Pagu es narra en el film Eternamente Pagu (1987), primera pel·lícula dirigida per Norma Benguell.
Fou tema de dos documentals, un de produït pel seu fill Rudá, i l'altre pel cineasta Ivo Branco, amb el títol Eh, Pagu!, Eh!. Aparegué com a personatge en el film O homem do Pau Brasil. També fou retratada com a personatge en la minisèrie Um só coraçâo (2004), interpretada per Miriam Freeland.
En el seu honor, hi ha la cançó homònima, Pagu, composta per Rita Lee i Zélia Duncan.
La seua història també arribà a l'escena teatral: l'any del seu centenari de naixement, s'estrena l'espectacle Dos escombros de Pagu, basat en el llibre homònim escrit per Tereza Freire.
Al 2005, São Paulo commemorà els 95 anys del natalici de Pagu amb una vasta programació, incloent publicació de llibres, exposició d'imatges, dissenys i texts de l'homenatjada, la presentació d'un espectacle teatral sobre la seua vida i la inauguració d'una pàgina en internet. El dia exacte del seu naixement, els convidats assisteixen amb vestits d'època a una "Festa Pagu" realitzada al Museu de la Imatge i del So de Sâo Paulo.